# Orçamento anual de tesouraria
A elaboração do Orçamento Anual de Tesouraria contempla todos os fluxos financeiros provisionais de exploração e extra-exploração, independentemente da sua origem ou destino, tais como, ciclos das operações de exploração, das operações de investimento e das operações financeiras.
Este orçamento agrega os orçamentos de exploração, de investimentos e financeiro, mais ou menos sintetizado.
In
O planeamento financeiro é o processo seguido por uma empresa para se informar acerca dos recursos financeiros que tem ao seu dispor, de que recursos necessita e onde pode procurar recursos ss. Trata-se de abordar todos os pequenos investimentos da empresa como um todo consolidado e projectar os resultados que, no seu conjunto, poderão gerar no horizonte temporal definido.
O orçamento resulta dos planos de acção valorados, evidenciando estimativas de custos, proveitos e outras relativas a actividade económica e financeira da empresa.
Verifica-se uma estreita interligação entre o planeamento e a orçamentação, sendo esta uma importante ferramenta de implementação da estratégia da empresa.
A sua principal peça operacional é o Orçamento de Exploração.
Um Orçamento de Exploração rigoroso e devidamente actualizado é uma ferramenta de gestão de curto prazo fundamental para reduzir os riscos do negócio e simultaneamente avaliar a gestão corrente dos responsáveis pela execução da mesma.
O Orçamento de Exploração, obtido com base nos pressupostos da política financeira da empresa, tem uma relação estreita com a parte operacional da Demonstração de Resultados. É formado pela agregação de vários orçamentos.

## Principais fontes de financiamento de curto prazo
Coencimento da operação (juros postecipados). Para ter acesso a este tipo de instrumento, este terá de ser negociado directamente com a sala de mercados dos bancos (habitualmente as grandes empresas têm este acesso) ou através do gestor de conta.
Este tipo de empréstimo origina uma enorme vantagem para as empresas, pois, dá a possibilidade de estas satisfazerem pontualmente necessidades de tesouraria co operação que gera o saldo negativo poderia ser rejeitada). Neste caso, pode acontecer o banco cobrar comissões acrescidas pela ocorrência.
Fe o valor da operação, creditando o cedente/sacador/exportador e ficando ressalvado do direito de regresso contra aquele no caso de incumprimento do comprador.
Vantagem: permite antecipar os fundos relativos às vendas a prazo.

#### Desconto de Carta de Crédito Documentário
Carta de Crédito Documentário é uma operação através da qual um banco (emitente), a pedido de um seu cliente (ordenador), garante ao beneficiário (exportador), em geral através de um banco do seu país (banco notificador), o pagamento de determinado montante, mediante a entrega dos documentos relativos à transacção comercial em causa.
O Desconto  de uma Carta de Crédito Documentário, processa-se da seguinte forma:o banco, adianta os fundos sobre o valor da operação, creditando o cedente/sacador/exportador, e ficando sem direito contra aquele no caso de incumprimento do comprador.
Vantagem: o exportador recebe à vista o valor descontado da sua venda a prazo.